# Srbsko
Srbsko település Csehországban, a Berouni járásban. Srbsko Karlštejn, Tetín, Korno, Bubovice és Beroun településekkel határos. Lakosainak száma 561 fő (2024. január 1.).

## Népesség
A település lakosságának változását az alábbi diagram mutatja:
| Lakosok száma | 302  | 343  | 535  | 578  | 490  | 460  | 533  | 557  | 559  | 561  |
|               | 1869 | 1890 | 1921 | 1950 | 1980 | 2001 | 2017 | 2019 | 2022 | 2024 |